# Melanargia flavina
Melanargia flavina är en fjärilsart som beskrevs av M.Gaede 1930. Melanargia flavina ingår i släktet Melanargia och familjen praktfjärilar. Inga underarter finns listade i Catalogue of Life.